# Леоненко, Виктор Евгеньевич
Ви́ктор Евге́ньевич Лео́ненко (род. 5 октября 1969, Тюмень) — советский, российский и украинский футболист, нападающий, телеведущий, футбольный комментатор, эксперт.

## Биография
Воспитывался в СДЮСШОР «Геолог» (Тюмень) у тренера Виктора Николаевича Княжева.
С 17 лет — в составе главной команды «Геолога». В 1991 перешёл в «Динамо» (Москва), хотя предварительно уже договорился о переходе в киевское «Динамо». В Москве поначалу чувствовал себя неуютно, видел, что партнеры его игнорируют на поле. Однако к середине лета адаптировался к игре новой команды и начал показывать завидную результативность. Так, 12 июля 1991 года в домашнем матче 19 тура чемпионата СССР против московского «Локомотива» (6:1) Леоненко забил 4 мяча.
8 апреля 1992 года стал первым в истории футболистом, сделавшим хет-трик в чемпионате России. Леоненко забил три мяча в ворота воронежского «Факела» (6:0). В мае 1992 года, после 4 туров первого чемпионата России по футболу, решился на побег из московского «Динамо» в киевское, который и был успешно осуществлен. В скором времени он дебютировал за киевлян. По словам Леоненко, к этому шагу его сподвигли разногласия в отношениях между ним и главным тренером «Динамо» Валерием Газзаевым. Тем не менее, данный поступок привел к дисквалификации Леоненко, из-за которой он не смог принять участие в «золотом матче» первого чемпионата Украины против «Таврии». Киевляне в той игре уступили 0:1.
Во втором чемпионате Украины был одним из лучшим игроков «Динамо» и стал 2-м бомбардиром чемпионата с 16 мячами.
В начале 1990-х был ведущим нападающим киевлян. 15 сентября 1993 года в первом матче 1/16 финала Лиги чемпионов 1993/1994 «Динамо» (Киев) — «Барселона» (Барселона) (3:1) Леоненко забил 2 мяча, которые принесли киевлянам победу. 14 сентября 1994 года в первом матче группового турнира розыгрыша Лиги чемпионов 1994/1995 «Динамо» (Киев) — «Спартак» (Москва, Россия) (3:2) киевляне проигрывали по ходу встречи 0:2, но сравняли счет — два гола на счету Леоненко, — и в итоге добились победы.
26 августа 1992 года дебютировал за сборную Украины в гостевом товарищеском матче против сборной Венгрии. На 57-й минуте встречи получил прямую красную карточку за фол против венгерского футболиста. Это удаление стало первым для украинских игроков в истории национальной сборной.
В 1997 году вступил в конфликт с возвратившимся в «Динамо» Валерием Лобановским, вследствие чего вынужден был уступить место в составе команды молодому Андрею Шевченко. После этого карьера Леоненко пошла на закат — сначала был переведен в «Динамо-2», а позже отпущен в ЦСКА (Киев).
Завершил карьеру в 2002 году в клубе «Закарпатье» из-за травмы седалищного нерва.
Некоторое время занимался вместе с женой недвижимостью. В марте 2008 возглавил профсоюз по защите футболистов и тренеров Украины.
В середине июля 2013 года оказался в центре скандала на украинском телеканале «2+2». Во время программы «Профутбол», в которой Виктор Леоненко выступал в роли футбольного эксперта, он сказал, что президент донецкого «Шахтера» Ринат Ахметов «может все купить, договориться», а также назвал президента киевского «Динамо» Игоря Суркиса «глупым», поскольку тот платит баснословные гонорары футболистам, которые плохо играют. Впоследствии руководство телеканала в открытом письме принесло извинения Ахметову и Суркису, а также сообщило, что отстраняет Леоненко от участия в программе «Профутбол».
Спустя месяц дебютировал в качестве эксперта в передаче «Великий футбол» на телеканале «Футбол».

## Достижения

### Командные
- Чемпион Украины (4): 1993, 1994, 1995, 1996
- Серебряный призёр чемпионата Украины: 1992
- Обладатель Кубка Украины (2): 1993, 1996

### Личные
- Футболист года на Украине (3): 1992, 1993, 1994
- Член бомбардирского Клуба Олега Блохина: 108 голов

## Общественная позиция
В сентябре 2015 года в одном из интервью на фразу журналиста о том, что он не поддержал акцию Романа Зозули, Леоненко заявил что принимает участие в ветеранских матчах, сборы с которых идут в поддержку украинской армии.

## Семья
Жена Елена, родом из Хмельницкого, но познакомились в Тюмени. Дочь Алеся (художник-дизайнер, выпускница Киевского университета архитектуры).

## Статистика выступлений

### Клубная
| Клуб                | Сезон               | Чемпионат | Чемпионат | Кубок | Кубок | Еврокубки | Еврокубки | Всего | Всего |
| Клуб                | Сезон               | Игры      | Голы      | Игры  | Голы  | Игры      | Голы      | Игры  | Голы  |
| ------------------- | ------------------- | --------- | --------- | ----- | ----- | --------- | --------- | ----- | ----- |
| Геолог              | 1988                | 17        | 0         | 1     | 0     | -         | -         | 18    | 0     |
| Геолог              | 1989                | 35        | 11        | 1     | 0     | -         | -         | 36    | 11    |
| Геолог              | 1990                | 33        | 12        | -     | -     | -         | -         | 33    | 12    |
| Геолог              | 1991                | 8         | 3         | -     | -     | -         | -         | 8     | 3     |
| Динамо (М)          | 1991                | 16        | 9         | 1     | 0     | 6         | 0         | 23    | 9     |
| Динамо (М)          | 1992                | 4         | 5         | -     | -     | -         | -         | 4     | 5     |
| Динамо (К)          | 1992                | 5         | 3         | 1     | 0     | -         | -         | 6     | 3     |
| Динамо (К)          | 1992-93             | 27        | 16        | 5     | 5     | 4         | 3         | 36    | 24    |
| Динамо (К)          | 1993-94             | 24        | 15        | -     | -     | 2         | 2         | 26    | 17    |
| Динамо (К)          | 1994-95             | 20        | 17        | 3     | 0     | 6         | 3         | 29    | 20    |
| Динамо (К)          | 1995-96             | 13        | 5         | 4     | 1     | -         | -         | 17    | 6     |
| Динамо (К)          | 1996-97             | 9         | 5         | -     | -     | 4         | 0         | 13    | 5     |
| Динамо (К)          | 1997-98             | -         | -         | 2     | 4     | -         | -         | 2     | 4     |
| ЦСКА (К)            | 1998-99             | 12        | 5         | 4     | 1     | 4         | 1         | 20    | 7     |
| ЦСКА (К)            | 1999-00             | 1         | 0         | -     | -     | -         | -         | 1     | 0     |
| Закарпатье          | 2000-01             | 5         | 2         | -     | -     | -         | -         | 5     | 2     |
| Закарпатье          | 2001-02             | 7         | 1         | 2     | 1     | -         | -         | 9     | 2     |
| Всего за Динамо (К) | Всего за Динамо (К) | 98        | 61        | 15    | 10    | 16        | 8         | 129   | 79    |
| Всего               | Всего               | 236       | 109       | 24    | 12    | 26        | 9         | 286   | 130   |